# Quilian Koch
Pour les articles homonymes, voir Koch.
Quilian Koch est un kayakiste français né le 4 janvier 1999 et licencié au CKCIR (Canoë Kayak Club de L'Ile de Robinson) à Saint-Grégoire près de Rennes. 

## Carrière
Quilian Koch remporte la médaille de bronze en K-4 500 mètres lors des Championnats d'Europe de course en ligne de canoë-kayak 2022 à Munich.